# Ty Colt
Ty Colt es un pornostar estadounidense que hace filmes del porno gay. Es un exclusivo para Falcon Studios. Siempre ha trabajado como activo.

## Filmografía
- Edward James Productions
  - Derec's Dilemma (2008)
  - Real Straight Shooters (2008)

- Falcon Entertainment
  - Falcon Str8men 7 (2008)
  - Falcon Str8men 8 (2009)
  - Asylum (2009)
  - Roughin' It (2009)
  - Trainer (2009)

## Premios
- Grabby Awards 2010 Best Three Way for The Trainer (Along with Leo Giamani and Adam Killian)[2]

## Páginas externas
- Ty Colt en Internet Adult Film  Database (en inglés)

- Datos: Q5483459